# 河口恭吾
河口恭吾（かわぐち きょうご、1974年10月1日 - ）は、男性のシンガーソングライターで、作詞と作曲に河口京吾名義を用いる。芸能事務所ミラクル・バスに所属する。身長169センチメートル、血液型A型。

## 来歴
栃木県佐野市出身で、佐野市立北中学校、栃木県立足利南高等学校を卒業した。
2002年4月から1年間、e-radioでDJを務める。その時にリスナーとのコミュニケーションで作られた『オメガの記憶』がその年の滋賀の高校野球のテーマ曲に起用される。そのため、河口は滋賀を栃木に次ぐ第二の故郷と語っている。
2003年4月に日立マクセル系レコード会社から「桜」を発売し、有線ラジオ放送問い合わせチャートで7月まで1位となる。マクセルが音楽事業から撤退して事業会社マクセル・イーキューブを解散したために、ワーナーミュージック・ジャパンへ移籍する。12月10日に『桜』を再発売する。
2005年にダイハツ「タントカスタム」CMで尾崎豊の「I LOVE YOU」を唄う。尾崎豊のプロデューサー須藤晃が河口を指名した。
2006年にベストアルバムを発売し、日本クラウンへ移籍した｡
2007年4月3日に上野公園水上音楽堂で行われたキンモクセイ のフリーライブにゲスト参加し、「桜」をキンモクセイとデュエット。7月に中孝介のアルバム『ユライ花』に「サヨナラのない恋」を楽曲提供する。
2009年に伊藤一朗のアルバム『DIVERSITY』へボーカルとして参加する。
2011年6月13日にタレントのセシリアと婚姻届を提出すると報じられた。

## ディスコグラフィ

### シングル
|      | 発売日         | タイトル                                                | 規格品番   | 収録曲 | 備考                           |
| ---- | -------------- | ------------------------------------------------------- | ---------- | --- | ------------------------------ |
| 1st  | 1995年10月4日  | 世界中がセンチメンタル                                  | FLDF-1577  | 1. 世界中がセンチメンタル 2. 冬空のセント・ヴァレンタイン 3. 世界中がセンチメンタル(オリジナル・カラオケ)                                                         | オリコン圏外                   |
| 2nd  | 2000年11月22日 | 真冬の月                                                | WISE-1002  | 1. 真冬の月 2. ゼリー 3. My Life | オリコン圏外                   |
| 3rd  | 2002年2月21日  | ガーベラ                                                | EQCA-8     | 1. ガーベラ 2. ひとつの光が照らすもの 3. ドッペルゲンガー | オリコン圏外                   |
| 4th  | 2002年8月21日  | オメガの記憶                                            | EQCA-9     | 1. オメガの記憶 2. ちいさな風が吹いたら 3. シュガー 4. 真夜中のソネット                                                                                           | オリコン圏外                   |
| 5th  | 2003年4月30日  | 桜                                                      | EQCA-10    | 1. 桜 2. 桜(インストゥルメンタル) | オリコン最高106位、登場回数8回 |
| 6th  | 2003年12月10日 | 桜                                                      | WPCL-10065 | 1. 桜 2. アスナロ 3. 冬の陽射し 4. 桜 (ピアノ・バージョン) | オリコン最高4位、登場回数54回  |
| 7th  | 2004年5月19日  | 愛の歌                                                  | WPCL-10087 | 全曲作詞作曲:河口京吾 1. 愛の歌 [4:20] 2. くちぶえ [2:44] 3. ディレイタイム [4:39] 4. 愛の歌 (-ONE VERSION) [4:19]                                                | オリコン最高23位、登場回数5回  |
| 8th  | 2004年8月4日   | A Place In The Sun                                      | WPCL-70021 | 1. A Place In The Sun [3:27] 【作詞作曲:Ronald Miller,Bryan Wells/編曲:武藤良明】 2. Song Of Love [4:23] 【作詞作曲:河口京吾】                                    | オリコン最高33位、登場回数9回  |
| 9th  | 2004年8月25日  | 水曜日の朝                                              | WPCL-70023 | 全曲作詞作曲:河口京吾 1. 水曜日の朝 [4:53] 2. 紅茶月夜 [3:25] 3. 水曜日の朝 (-One Version) [4:50]                                                                 | オリコン最高41位、登場回数7回  |
| 10th | 2005年2月16日  | 夢の真ん中/胸の言葉                                     | WPCL-10165 | 全曲作詞作曲:河口京吾 1. 夢の真ん中 [5:49] 【編曲:河口京吾,武藤良明】 2. 胸の言葉 [4:40] 【編曲:河口京吾】 3. 夢の真ん中 (-One Version) [5:52]                    | オリコン最高30位、登場回数6回  |
| 11th | 2005年8月24日  | 私のすべて                                              | WPCL-10216 | 全曲作詞作曲編曲:河口京吾 1. 私のすべて [5:45] 2. 群青 [4:13] 3. くちぶえ (NON-PA LIVE 「ROOTS OF THE MUSIC2004」ver.) [2:55] 4. 私のすべて (-One Version) [5:45] | オリコン最高80位、登場回数3回  |
| 12th | 2006年6月28日  | ホントは幸せ                                            | CRCP-10143 | 1. ホントは幸せ 2. OVER 3. ホントは幸せ (-one version) [:] | オリコン最高119位              |
| 13th | 2006年8月23日  | 会社をやめて旅に出よう                                  | CRCP-10146 | 1. 会社をやめて旅に出よう 2. 蒼い時計 3. 会社をやめて旅に出よう(-one version)                                                                                     | オリコン最高145位              |
| 14th | 2006年12月27日 | 景～hikari～/手紙                                       | CRCP-10159 | 1. 景~hikari~ 2. 手紙 3. 景~hikari~ (-one version) 4. 手紙 (-one version)                                                                                         | オリコン最高119位、登場回数3回 |
| 15th | 2007年4月18日  | 幸福の歌                                                | CRCP-10165 | 1. 幸福の歌 2. ずっと二人で 3. 夏への羨望 4. 幸福の歌 (-one version)                                                                                              | オリコン最高86位               |
| 16th | 2008年7月23日  | ただいま －七夕篇－                                     | MBR-0002   | | 仙台限定版                     |
| 17th | 2008年9月17日  | ただいま                                                | CRCP-10192 | 1. ただいま 2. 君在是好日 3. 忘れないよ 4. ただいま -七夕篇- | オリコン最高100位              |
| 18th | 2008年11月5日  | 未来色プロポーズ feat.常田真太郎（from スキマスイッチ） | CRCP-10208 | 1. 未来色プロポーズ feat.常田真太郎(from スキマスイッチ) 2. 秋のエピローグ 3. 未来色プロポーズ (instrumental)                                                     | オリコン最高182位              |
| 19th | 2010年07月23日 | 名もなき花よ                                            | MBR-0004   | 1. 名もなき花よ 2. 名もなき花よ(オリジナルカラオケ) | オリコン圏外                   |
| 20th | 2012年03月07日 | 桜 キズナver.                                           | UPCH-80263 | 1. 桜 キズナver. 2. ハナミズキ CM ver. 3. 桜 キズナver. -instrumental- 4. ハナミズキ CM ver. -instrumental-                                                       | オリコン圏外                   |
| 21st | 2013年03月20日 | 桜(2013 ニュー・リマスター)                             | WPCL-11366 | 1. 桜 2. アスナロ 3. 冬の陽射し 4. 桜 (ピアノ・バージョン) | オリコン圏外                   |

### 配信限定シングル
| 発売日         | タイトル                                     | レーベル             |
| -------------- | -------------------------------------------- | -------------------- |
| 2011年11月9日  | 桜 (2011 Acoustic Ver.)                      | MIRACLE BUS          |
| 2012年8月8日   | あぁ無重力 ココロがはずむ                    | MIRACLE BUS          |
| 2014年5月28日  | ちぐはぐ小径                                 | MIRACLE BUS          |
| 2015年12月16日 | 吐息は花霞                                   | MIRACLE BUS          |
| 2017年4月5日   | 幸せでいて                                   | MIRACLE BUS          |
| 2017年7月26日  | 心のふるさと〜信越自然郷テーマソング〜       | MIRACLE BUS          |
| 2019年5月25日  | GROW OLD GROW GOLD                           | MIRACLE BUS          |
| 2019年12月18日 | 桜 '09ヴァージョン                           | 日本クラウン         |
| 2020年8月5日   | 明日は晴れるだろう                           | 日本クラウン         |
| 2020年11月18日 | マイ・アイデンティティー (feat. FLYING KIDS) | 日本クラウン         |
| 2021年3月17日  | lai・lai・lai (feat. ISEKI)                  | 日本クラウン         |
| 2021年6月23日  | ぬれ椿                                       | 日本クラウン         |
| 2021年9月15日  | Stay Blue （feat. 川崎鷹也）                 | 日本クラウン         |
| 2021年11月3日  | Shibuya                                      | 日本クラウン         |
| 2022年8月2日   | バラと東京                                   | 日本クラウン         |
| 2022年10月30日 | STORIES 2022〜                               | Miracle Bus Records  |
| 2023年11月8日  | 今日を本気で生きているかい                   | Miracle Bus Records  |
| 2024年11月13日 | 悪い恋人                                     | よしもとミュージック |

### 参加作品
1. 「人間の証明」オリジナルサウンドトラック （2004年8月25日、WPCL-10121）
  - 「A Place In The Sun (S.T. Mix)」収録
2. Love The Earth （2005年3月9日、WPCR-12034）
  - 「愛の歌」収録
3. LAST DAYS tribute to Mr.K （2006年4月5日、AVCF-22746）
  - 「あれから」収録
4. J-POP ベストヒット・カヴァー （2008年3月19日、AVCD-23550）
  - 「渡良瀬橋」収録
5. Respect 〜J-BALLADE COVER COLLECTION〜 （2008年8月6日、UICZ-8042）
  - 「SAY YES」収録
6. コトノハ2 （2009年1月28日、XNYY-10007）
  - 「メロディー」収録
7. DIVERSITY/伊藤一朗（2009年8月5日、AVCD-23927）
  - 「Re:待つ夜」収録
8. RAP X COVER/童子-T（2012年12月19日、UPCH-20302）
  - 「また君に恋してる feat.河口恭吾」収録
9. Sing with Me/沢田知可子（2014年07月23日、YMCL-10026）
  - 「異国の街へ with 河口恭吾」収録
10. 8芯二葉～雪あかりBlend/Darjeeling（2019年1月23日、CRCP-40570）
  - 「砂雪 featuring 河口恭吾」収録
11. シナぷしゅのうた 2 （2021年6月1日）
  - 「まっかあっかあき」収録
12. シナぷしゅ あいうえーお! で はじまりぷしゅ♪ （2021年12月1日）
  - 「まっかあっかあき」収録

### DVD
1. 愛の歌 （2004年6月9日、WPAL-10002）

### 提供楽曲
- Lead「あたらしい季節へ」
- 藤井フミヤ「君に会えてよかった」
- 由紀さおり、安田祥子「十六夜の月」
- 20th Century「LOVE SONG」
- KinKi Kids（堂本剛）「Breath」
- 中孝介「サヨナラのない恋」「地球兄弟」
- ジョンフン「君と出会った日から」
- みつき「秋の気配」
- 氷川きよし「おじいちゃんちへいこう」

## ミュージックビデオ
| 監督          | 曲名                                                                  |
| 柿本ケンサク  | 「幸福の歌」                                                          |
| 嘉本哲也      | 「真冬の月」                                                          |
| 川上信也      | 「ただいま」                                                          |
| 後藤政彦      | 「ガーベラ」                                                          |
| 近藤憲政      | 「真冬の月」                                                          |
| 佐藤太        | 「私のすべて」                                                        |
| セキ★リュウジ | 「愛の歌」                                                            |
| 友久陽志      | 「A Place In The Sun」「水曜日の朝」                                  |
| 根本真也      | 「桜」                                                                |
| Higuchinsky   | 「ホントは幸せ」「会社をやめて旅に出よう」「夢の真ん中」              |
| 舟越響子      | 「未来色プロポーズ feat.常田真太郎(from スキマスイッチ)」             |
| MOOK1         | 「景〜hikari〜」                                                      |
| 不明          | 「オメガの記憶」「名もなき花よ」「さらば涙と言おう」「桜 キズナver.」 |

## タイアップ
| 曲名                                                    | タイアップ |
| ------------------------------------------------------- | --- |
| 世界中がセンチメンタル                                  | ANB系「週刊地球TV」オープニング・テーマ                                                                                                 |
| 真冬の月                                                | JFN系「志村けんのFIRST STAGE」エンディング・テーマ CX系「Shimura-X天国」エンディング・テーマ CX系「変なおじさんTV」エンディング・テーマ |
| ガーベラ                                                | 丸大食品「ソルトレイクシティオリンピックキャンペーン」CMソング                                                                          |
| 桜                                                      | ANB系「あの恋をもう一度～1億3千万人のメロドラマ～」エンディング・テーマ                                                                 |
| ディレイタイム                                          | 映画「あなたにも書ける恋愛小説」テーマ・ソング                                                                                          |
| A Place In The Sun                                      | CX系ドラマ「人間の証明」主題歌 |
| 水曜日の朝                                              | KDDI「au PLAY MUSIC! PLAY au!」キャンペーンCMソング                                                                                     |
| 夢の真ん中                                              | 映画「MAKOTO」主題歌 |
| 胸の言葉                                                | 映画「MAKOTO」挿入歌 |
| 風と落ち葉の季節に                                      | ABCラジオ「ぼんくら」エンディング・テーマ                                                                                               |
| 会社をやめて旅に出よう                                  | NTV系「スッキリ!!」エンディング・テーマ テレビ北海道「旅コミ北海道じゃらんdeGO!」エンディング・テーマ                                   |
| 景～hikari～                                            | CX系ドラマ「戦場の郵便配達」エンディング・テーマ                                                                                        |
| 手紙                                                    | ロッテ「レディーボーデン」CMソング |
| ずっと二人で                                            | さくら不動産「CEREZO COURT」CMソング |
| ただいま －七夕篇－                                     | 「MJQ WEDDING presents STARLIGHT EXPLOSION '08」イメージソング                                                                          |
| 未来色プロポーズ feat.常田真太郎（from スキマスイッチ） | TBS系「2時っチャオ!」エンディング・テーマ(2008年12月・2009年1月) 京セラ au携帯「W65K」 CMソング                                         |
| 君在是好日                                              | さくら不動産「CEREZO COURT」CMソング |
| 忘れないよ                                              | TX系「空の港で それぞれのエアポート物語」主題歌                                                                                         |
| 桜 キズナver.                                           | 「ファイザー」CMソング |
| Shibuya                                                 | BSテレビ東京系「婚活探偵」主題歌 |
| バラと東京                                              | NHKラジオ「NHK深夜便 深夜便のうた」8月〜9月度のエンディングテーマ                                                                       |

## 出演

### テレビドラマ
- 終着駅シリーズ30 殺人の債権（2016年6月25日、テレビ朝日） ‐ 落合雅彦役

### バラエティ番組
- 日立 世界・ふしぎ発見!（2009年8月29日 - 、TBSテレビ） - ゲストもしくは準レギュラー
- NHK歌謡コンサート（2010年1月26日、NHK） - 「Dreamer」を作詞した荒川静香と共に生出演
- 開運!なんでも鑑定団（2010年2月16日、テレビ東京）
- 朝だ!生です旅サラダ（2011年8月20日、朝日放送、金沢〜輪島を旅する）
- しくじり先生　俺みたいになるな!!　3時間スペシャル（2016年3月14日、テレビ朝日） - 「安易に桜ソングに手を出しちゃった先生」として出演
- 秘密のケンミンSHOW（日本テレビ）
  1. 2017年9月7日
  2. 2018年1月4日 - 新春4時間スペシャル
  3. 2018年8月9日 - 転勤ドラマ「栃木編」

### 吹き替え
- SING/シング（2017年3月17日公開） - ダニエル役

### ラジオ
- 河口恭吾のCoastLine（2015年4月 - 2017年9月、ミュージックバード、FMニライ他） - レギュラー[11]
- 河口恭吾 ブートラジオ（2017年10月 - 2023年6月、ミュージックバード、エフエム世田谷他） - レギュラー
- Coastline84.7（2023年4月 - 、FMヨコハマ）

### CM
- アサヒビール「アサヒ ザ・マスター」（2009年）

### WEB
- ブートチャンネル（YouTube）

### ライブ

#### ツアー
- 走れ、十月の息子（17公演）
- 旅する十月の息子 〜前編〜（24公演）
- LIVE TOUR 2006 「もうチョイチョイ旅する十月の息子」（13公演）
- 地球兄弟 CARAVAN LIVE TOUR 2007 旅人：河口恭吾篇（8公演）
- ありがとうSONGSコンサート2012
- ありがとうSONGSコンサート いつもそばにいるあなたへ・・・
- Cafe Live Tour（2014年より毎年開催）
  - Cafe Live Tour「CINQ+U」supported by mont-bell（2018年4月14日 - 6月28日。16公演）
- 20th annive. 河口恭吾 ALL YOUR SONGS supported by mont-bell（2021年12月11日）
- 河口恭吾 Cafe Tour 2022 「No Rain No Flower」（2022年4月23日〜8月3日）

#### イベント
- 2003年8月20日 - 『Voices of Heart』九州朝日放送創立50周年記念
- 2004年9月19日 - RADIO BERRY ベリテンライブ2004
- 2006年5月4日 - 風のラプソディ 〜 Harmony with the Earth
- 2006年8月5日 - 情熱大陸 SPECIAL LIVE SUMMER TIME BONANZA'06
- 2009年1月21日 - 大阪梅田ライオンズクラブ主催 地球兄弟プロジェクト チャリティコンサート
- 2009年9月23日 - FM802 STILL20 SOUNDS GREEN 2009
- 2012年9月8日 - 第10回 三菱重工 チャリティ・コンサート
- 2012年9月15日 - 杉山清貴・岡本真夜・河口恭吾・中孝介 〜スペシャル アコスティック ライブ〜
- 2013年3月31日 - 春のPON!祭り 2013
- 2014年12月27日 - Naoyuki Fujii Welcome 50's Party
- 2015年8月29日 - つしま海道音楽祭
- 2016年7月30日 - 震災復興支援イベント TBC夏まつり2016
- 2017年4月11日 - ギュウ農フェス ～ROAD TO 栃木 2017 キックオフ!～
- 2017年4月16日 - トアロード・アコースティック・フェスティバル2017
- 2017年7月23日 - TBC夏まつり2017 絆みやぎ～イチばん近くに～
- 2017年9月9日 - Ogawa Organic Fes 2017
- 2017年12月23日 - 2017 CHARITY CONCERT
- 2019年4月13日 - 第6回地球兄弟チャリティーコンサート
- 2019年12月14日 - RADIO BERRY 25th Anniversary 浜崎貴司 GACHI SPECIAL 浜崎貴司 vs.斉藤和義 vs.河口恭吾 ～トチギデナニオキテンノ?
- 2020年1月25日 - 第7回地球兄弟チャリティーコンサート
- 2021年3月29日 - CDTVライブ!ライブ!春の4時間スペシャル
- 2021年11月28日 - AWA JAM CAMP
- 2022年3月26日 - 第8回地球兄弟チャリティーコンサート
- 2022年4月1日 - ミュージックステーション 春のレジェンド曲3時間SP
- 2022年4月5日 - Replugged Vol.1